# Pierre Alexandre Lenormand de Bretteville
Pierre Alexandre Lenormand de Bretteville (Skørpinge, 11 dicembre 1811 – Parigi, 1884) è stato un militare francese.

## Biografia
Nato a Skørpinge, in Danimarca, Pierre Alexandre Lenormand de Bretteville era figlio di un ufficiale dei pontieri dell'esercito francese. Studiò presso la scuola militare di Saint Cyr (1829-1831), dalla quale uscì col grado di sottotenente il 1 ottobre 1831 e venne assegnato da subito al 15º reggimento di fanteria leggera dell'esercito francese.
Promosso tenente il 29 settembre 1837, venne destinato in Algeria nel 1839 e vi rimase sino al 1846, periodo nel quale venne nominato capitano (15 maggio 1842) e dove ottenne la Legion d'onore dopo la battaglia d'Isly (18 settembre 1844).
Comandante del 64º reggimento di fanteria dal 4 dicembre 1851, prese parte alla repressione dei movimenti insurrezionali contro il colpo di stato di Napoleone III. Il giorno di Natale del 1853 ottenne il comando del 12º battaglione dei cacciatori a piedi e poi, tra luglio e settembre 1854, prese parte alla campagna militare nel Baltico. Promosso tenente colonnello il 5 settembre 1854 venne posto a capo del 36º reggimento di fanteria e poi del 2º reggimento dei granatieri della Garde dal 24 marzo 1855 con il quale prese parte alla guerra di Crimea.
Colonnello dal 22 settembre 1855 nel 1º reggimento dei granatieri della Garde, il 21 febbraio 1856 venne promosso ad ufficiale dell'Ordine della Legion d'onore. Nel corso della seconda guerra d'indipendenza italiana, si distinse al comando del suo reggimento nella battaglia di Magenta dove, per il valore dimostrato sul campo, venne premiato con la commenda della Legion d'onore (17 giugno 1859).
Generale di brigata dal 7 marzo 1861, nel 1870 ottenne il comando di una brigata del 7º corpo d'armata nell'ambito della guerra franco-prussiana. Il 30 agosto 1870, venne ferito nel corso della battaglia di Beaumont, e poi venne fatto prigioniero a Sedan.
Con la fine della guerra, venne nominato generale di divisione il 26 dicembre 1872 ed ottenne il comando della 26ª divisione di fanteria. Si pensionò dal servizio attivo nel 1879, nel 1881 ottenne il grado di grand'ufficiale della Legion d'onore e morì a Parigi nel 1884.